# Серби в Україні
Серби в Україні — сербська національна меншина, що проживає на території України.

## Історія
Переселення сербів з Австро-Угорщини у степові райони України, а саме на південь від річки Сіверського Дінця між її притоками Бахмуткою і Луганкою почалось у 50-60х роках XVIII століття з дозволу російського уряду. Серби мали сформували піші й кінні полки для охорони південних кордонів російської держави від наскоків турків і татар.
Сербське населення було організоване на військовий лад. Вони мали деяку автономію і являли собою два полки під проводом полковників Райко Прерадовича та Йована Шевича (всього 1 300 вояків), які відбували службу на Українській лінії. Адміністративним центром Слов'яносербії було місто Бахмут.
У 1764 році російський уряд ліквідував Слов'яносербію і включив її разом з Українською лінією до складу Катерининської провінції Новоросійської губернії. Об'єднані гусарські полки Шевича та Прерадовича від того часу складали єдиний Бахмутський гусарський полк.
Унаслідок своєї малочисельності сербське населення досить швидко асимілювалось українцями та росіянами. Так, вже перепис 1897 р. не зафіксував у Катеринославській губернії жодного сербськомовного жителя.

## Чисельність
Динаміка чисельності сербів на території України за переписами:
- 1926 — 986
- 1939 — 752
- 1970 — 1 350
- 1979 — 644
- 1989 — 637
- 2001 — 623

Серби в Україні за переписом 2001 р.
- Київ — 125
- Одеська область — 95
- Донецька область — 53
- Дніпропетровська область — 41
- Крим — 34
- Запорізька область — 31
- Київська область — 31
- інші регіони — 213

## Мова
Рідна мова сербів України за переписом 2001 р.
- сербська — 219 (35,2 %)
- російська — 218 (35,0 %)
- українська — 104 (16,7 %)
- інша — 68 (10,9 %)